# 大野義和
大野 義和（おおの よしかず、1942年9月18日 - ）は、放送関係者。 東京大学文学部卒業。

## 経歴
- ラジオ関東アナウンサー
- 1972年4月 tvk初代アナウンサー
- 1985年6月 FMヨコハマ初代アナウンサー
- 1988年3月 FMヨコハマ報道部長・報道課長
- 1993年3月 FMヨコハマ取締役編成報道部長
- 1994年6月 FMヨコハマ取締役編成制作部長・広報部長
- 1995年7月 FMヨコハマ取締役総務部長・広報部長
- 1997年4月 FMヨコハマ取締役管理統括室長
- 2001年6月 FMヨコハマ常務取締役(東京支社・メディア推進担当)・東京支社長
- 2002年4月 FMヨコハマ常務取締役(東京営業担当)・東京支社長
- 2004年6月 FMヨコハマ非常勤取締役

## 担当番組
テレビ神奈川（tvk）
- 暮らしのワイド・リビングポート（初代司会）
- 緑への歩み（初代司会）
- tvkニュース・天気（随時）

横浜エフエム放送（FMヨコハマ）
- サニーサイドパーク[1]
- Morning Zoo（月-水曜DJ）[1]
- サタデイクラシックタイム[1]
- FM yokohama NEWS（随時）